# Stefanie Heinzmann
Stefanie Fabienne Heinzmann (10 de marzo de 1989, Visp-Eyholz, Suiza) es una cantante de música pop y soul suiza. Un extenso público la conoció al ganar el concurso de televisión alemán de Stefan Raab SSDSDSSWEMUGABRTLAD, que fue emitido entre octubre de 2007 y enero de 2008 por ProSieben.

## Comienzos
La estudiante residente en Eyholz del Kollegium Brig para deportistas y artistas es desde el 2005 cantante de la banda rock BigFisch, cuyo primer sencillo Chumm ins Wallis llegó a ser muy popular en su cantón natal en Suiza. Este fue escogido como el más grande hit de Valais del año por la emisora radial local Radio Rottu Oberwallis (RRO).
En el verano del 2007 Stefanie audicionó en el casting del concurso concebido para el programa televisivo TV Total de Stefan Raab SSDSDSSWEMUGABRTLAD (acrónimo de: Stefan sucht den Superstar, der singen soll, was er möchte, und gerne auch bei RTL auftreten darf!, esp. Stefan Raab busca a la superestrella, que debe cantar lo que quiera y con gusto puede presentarse en RTL), y fue escogida por los organizadores como una de las 20 participantes del show decisivo. Con interpretaciones predominantemente de clásicos en los géneros soul y funk alistó en la final con los cuatro mejores. El 10 de enero de 2008 en la votación telefónica se consagró como primera suiza entre los otros competidores en un show de casting alemán. Ella ganó un contrato discográfico con Universal Music y disputó dentro del programa Schlag den Raab su salida a escena en vivo.
En mayo de 2008 Stefanie y su hermano Claudio (también mánager) crearon la sociedad limitada Heinzmann-productions con 20.000 Francos suizos de capital social. Claudio trabaja en la sociedad como presidente de gerencia, y Stefanie Heinzmann como gerente.

### Presentaciones en SSDSDSSWEMUGABRTLAD
| Show         | Fecha                   | Canción                        | Intérprete original |
| ------------ | ----------------------- | ------------------------------ | ------------------- |
| Eliminatoria | 8 de noviembre de 2007  | Super Duper Love               | Joss Stone          |
| Show 1       | 5 de noviembre de 2007  | It's Love                      | Jill Scott          |
| Show 2       | 22 de noviembre de 2007 | Black Horse & A Cherry Tree    | KT Tunstall         |
| Show 3       | 29 de noviembre de 2007 | Put Your Hands On Me           | Joss Stone          |
| Show 4       | 5 de diciembre de 2007  | When I See You                 | Macy Gray           |
| Show 4       | 5 de diciembre de 2007  | Sunrise                        | Norah Jones         |
| Final        | 10 de enero de 2008     | Only so much Oil in the Ground | Tower of Power      |
| Final        | 10 de enero de 2008     | My Man Is A Mean Man           | Stefanie Heinzmann  |

## Carrera

### 2008

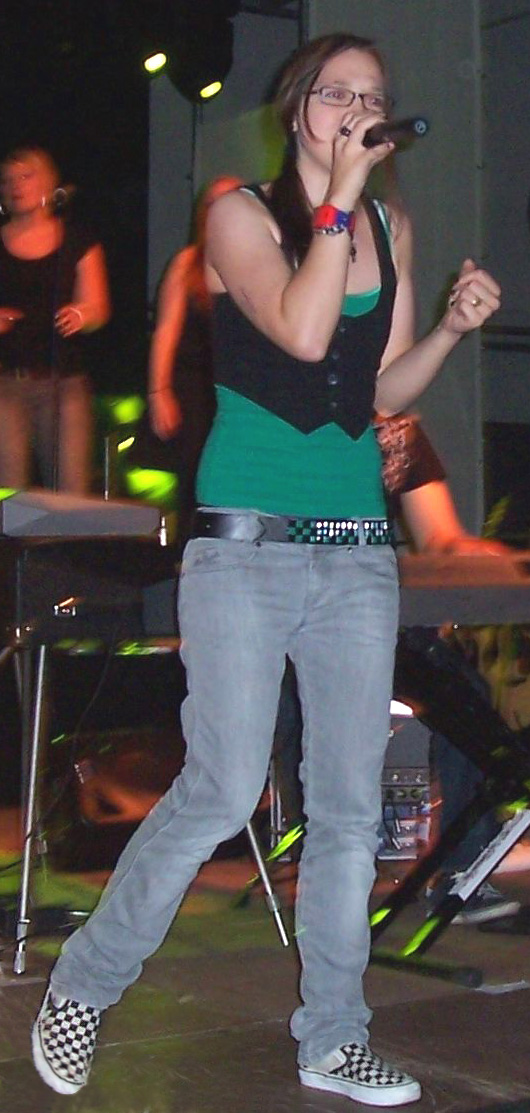
Presentación en Gießen el 14 de noviembre de 2008.

Ya en el día de la final había salido el primer sencillo My Man Is A Mean Man, escrito por los productores suizos Gustav Jonsson , Tommy Tysper y Marcus Sepehrmanesh, junto con canciones de los otros tres finalistas en un EP. El primer álbum como solista de Heinzmann Masterplan fue lanzado el 7 de marzo de 2008. El álbum fue producido en Berlín en los Numarek-Studios de Marek Pompetzki y Paul NZA. La canción Xtal la escribió su hermano mayor Claudio, que en parte fue el que motivó a Stefanie para que participara en el casting y desde entonces la acompañó como su mánager. El álbum obtuvo de igual manera que el sencillo My Man Is A Mean Man disco de oro en Alemania y doble platino en suiza.
El 22 de febrero Stefanie cantó junto con el grupo Tower of Power en el Volkshaus Zürich la canción Only so much oil in the ground, con la cual ya había obtenido éxito en el casting. El 9 de marzo condujo en un Vierer-Wok (el cual se volcó en la segunda vuelta) en el programa deportivo de ProSieben Wok-WM en Altenberg. Además presentó su canción Like a Bullet, que salió como segundo sencillo el 18 de abril. El día del lanzamiento se presentó en el Die Ultimate Chartshow por RTL y ocupó en el rango de "los artistas más exitosos de casting" el puesto 13. Dos días después fue premiada como Mejor artista nuevo con el Prix Walo en Interlaken. Fue nominada de igual forma en la categoría Favorito del público. El 24 de mayo de 2008 el bloguero Pérez Hilton alabó a Heinzmann como la "Joss Stone suiza" y se ocupó de que los estadounidenses también se interesaran por ella.
De mayo a septiembre de 2008 Stefanie completó un festival-tour en Alemania y Suiza en el cual se presentó en diversos espectáculos al aire libre. Durante el mismo también salió al escenario en el festival más grande del Valais, el Open Air Gampel. El 6 de octubre comenzó su Club-Tour en Saarbrücken, Alemania, el cual concluyó el 17 de noviembre. En los conciertos además de cantar las canciones de su álbum debut, interpretó varias versiones de artistas como Joss Stone, Norah Jones y KT Tunstall. Algunos de los conciertos tuvieron que ser cancelados o aplazados debido a una laringitis de la cantante. En diciembre dio ocho conciertos en su natal Suiza. A su banda pertenecen varios miembros de la banda BigFisch.
El 31 de octubre de 2008 Heinzmann publicó su sencillo The Unforgiven. La versión cover de la canción con el mismo nombre de Metallica surgió a través del proyecto German Tribute to Metallica y le posibilitó a la cantante un encuentro con el baterista Lars Ulrich. La canción alcanzó inclusive a llegar a las listas de música a la posición 18 en Turquía y a la 10 en Polonia. El 14 de noviembre salió la edición limitada deluxe del álbum Masterplan con 5 Bonus tracks y un Bonus DVD.
El álbum debut de Heinzmann se mantuvo 54 semanas en los charts alemanes.

### 2009

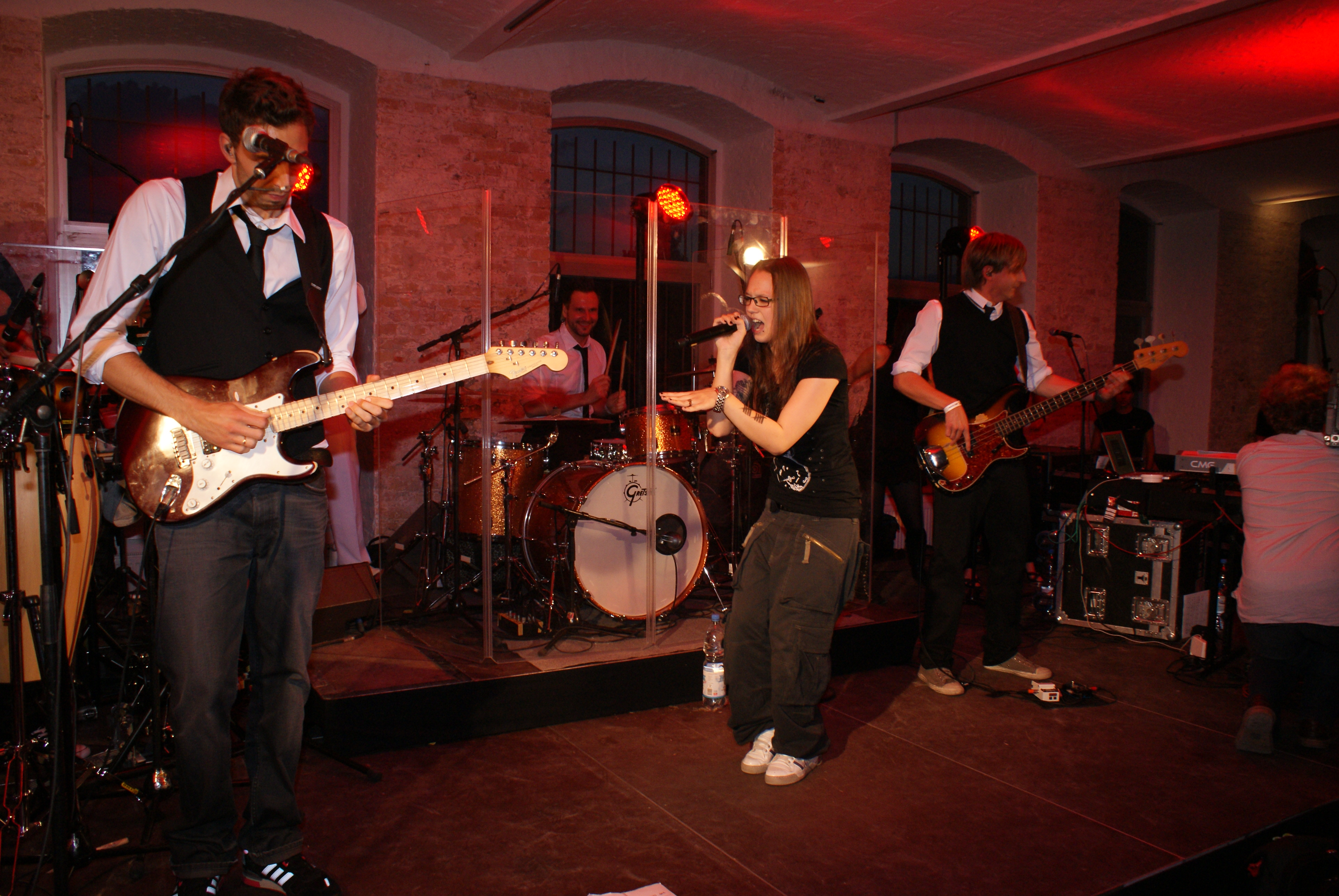
Stefanie presentando su segundo álbum de estudio Roots to Grow el 13 de agosto de 2009 en Berlín.

En la Echoverleihung 2009 Stefanie se presentó con la canción Ain't No Mountain High Enough, la cual presentó a dueto con Lionel Richie, y ganó el premio como mejor artista en la categoría Rock/Pop (Nacional). Dos días antes la suiza había sido premiada en su tierra natal con dos Swiss Music Awards. El 7 de marzo condujo en Mister*Lady-Vierer-Wok en el programa Wok-WM en Winterberg, y ocupó junto con Liza Li, Ross Antony y Patrick Nuo el quinto puesto. En los premios de música Comet 2009 obtuvo el premio como mejor Liveact y salió en escena con la canción The Unforgiven en el espectáculo en Oberhausen.
El 17 de abril Heinzmann comenzó su nuevo festival-tour en Einsiedeln.
Stefanie alcanzó a llegar a la final el 8 de agosto en el Sopot Hit Festiwal en Polonia, para el cual se presentó con la canción The Unforgiven. Esa fue su primera presentación en Polonia. Previamente había publicado allí su álbum debut Masterplan con la casa disquera Magic Records.
El segundo álbum de Heinzmann Roots to Grow fue presentado el 13 de agosto en Berlín en su fiesta de lanzamiento con la presencia de los representantes de los medios, familiares, amigos y fanes. Contiguamente recibió un disco de platino por el álbum Masterplan.
En agosto de 2009 Heinzmann ocupó con The Unforgiven el segundo puesto de la lista musical pop radial en Grecia y el sexto puesto en la lista del airplay.
Heinzmann tuvo que cancelar el tour que tenía planeado para finales de 2009 debido a una operación de sus cuerdas vocales. En su página web afirmó que el tour será repetido en primavera.
El 17 de noviembre Heinzmann se reunió con su ídolo Joss Stone para la grabación en dueto de la canción Unbreakable por TV Total. Un día después emitió Stefan Raab fragmentos de la presentación en su programa de televisión.

### 2010
A principios de 2010 a Stefanie le fue operado un edema de sus cuerdas vocales y logró recuperarse bien de ella. Con su álbum actual Roots To Grow fue nominada por segunda vez consecutiva para los Swiss Music Awards.

## Discografía

### Álbumes

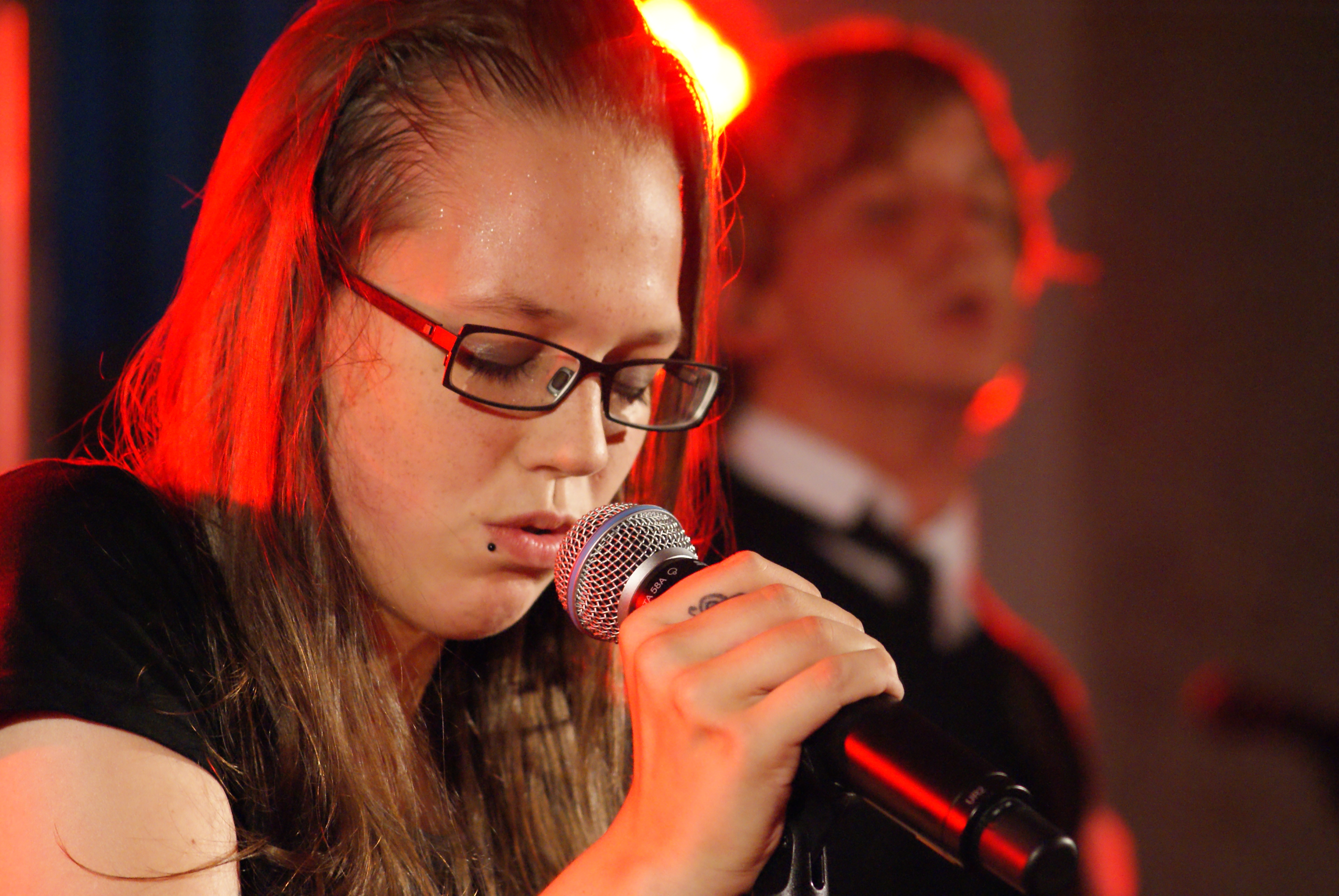
Stefanie Heinzmann en vivo (2009).

| Año  | Título                                              | Posiciones | Posiciones | Posiciones | Posiciones | Posiciones |
| Año  | Título                                              | Suiza      | Alemania   | Austria    | Polonia    |            |
| ---- | --------------------------------------------------- | ---------- | ---------- | ---------- | ---------- | ---------- |
| 2007 | Chumm ins Wallis con BigFish, distribución propia   | —          | —          | —          | —          | —          |
| 2008 | Masterplan Lanzamiento: 7 de marzo de 2008          | 1          | 3          | 5          | —          | 8          |
| 2009 | Roots To Grow Lanzamiento: 11 de septiembre de 2009 | 4          | 13         | 41         | —          | —          |

### Sencillos
| Año  | Título                                                               | Posiciones | Posiciones | Posiciones | Posiciones | Posiciones | Posiciones | Posiciones | Álbum                       |
| Año  | Título                                                               | Suiza      | Alemania   | Austria    | Turquía    | Polonia    | Grecia     | Europa     | Álbum                       |
| ---- | -------------------------------------------------------------------- | ---------- | ---------- | ---------- | ---------- | ---------- | ---------- | ---------- | --------------------------- |
| 2008 | "My Man Is a Mean Man" Lanzamiento: 14 de enero de 2008              | 1          | 3          | 6          | —          | —          | —          | 10         | Masterplan                  |
| 2008 | "Like a Bullet" Lanzamiento: 18 de abril de 2008                     | 27         | 29         | 53         | —          | —          | —          | 93         | Masterplan                  |
| 2008 | "Revolution" Lanzamiento: 1 de agosto de 2008                        | 75         | 47         | —          | —          | —          | —          | —          | Masterplan                  |
| 2008 | "The Unforgiven" Lanzamiento: 31 de octubre de 2008                  | 20         | 10         | 30         | 18         | 9          | 2          | 37         | Masterplan (Deluxe Edition) |
| 2009 | "No One (Can Ever Change My Mind)" Lanzamiento: 28 de agosto de 2009 | 27         | 38         | 71         | 94         | —          | —          | —          | Roots To Grow               |
| 2009 | "Unbreakable" Lanzamiento: 13 de noviembre de 2009                   | —          | 68         | —          | —          | —          | —          | —          | Roots To Grow               |
| 2010 | "Roots To Grow" Lanzamiento: 28 de mayo de 2010                      | 56         | 16         | 61         | —          | —          | —          | —          | Roots To Grow               |

El primer sencillo de Like A Bullet contenía además de la versión original e instrumental de la canción, los bonus tracks Superstition (Versión cover de Stevie Wonder) y I Wrote the Book así como un documental en video. Más tarde salió un disco con las canciones Like A Bullet y My Man Is A Mean Man. El sencillo The Unforgiven salió paralelamente en dos versiones. El sencillo premium contenía además de la versión de radio video de 18 minutos, fragmentos del casting, un Behind the scenes y el videoclip oficial de The Unforgiven. La versión de 2 tracks contiene la versión de radio y la nueva versión en piano.

### Certificaciones
- Masterplan

Certificación suiza: 1x Oro (30,000+)
Certificación alemana: 1x Oro/1x Platino (200,000+)
- My Man Is a Mean Man

Certificación alemana: Oro (150,000+)

### EP
- 2008: SSDSDSSWEMUGABRTLAD (con los cuatro finalistas del show televisivo)

### Colaboraciones
| Año  | Título                                                                                  | Publicado en                                                                                             |
| ---- | --------------------------------------------------------------------------------------- | --- |
| 2008 | Ich keere Dich Stefanie Heinzmann                                                       | Daniel Blatter – Gitsderschi?                                                                            |
| 2008 | Laura Montani Stefanie Heinzmann                                                        | Daniel Blatter – Gitsderschi?                                                                            |
| 2008 | XTAL Claudio Heinzmann feat. Stefanie Heinzmann                                         | Stefanie Heinzmann - Masterplan                                                                          |
| 2009 | Since You've Been Gone (Baby, Baby, Sweet Baby) Stefanie Heinzmann feat. Tower of Power | Tower of Power - Great American Soulbook (dt. Versión), Stefanie Heinzmann - Roots To Grow (deluxe edt.) |
| 2009 | Ain't No Mountain High Enough Stefanie Heinzmann feat. Ronan Keating                    | Stefanie Heinzmann - Roots To Grow (deluxe edt.)                                                         |
| 2009 | Roots To Grow Stefanie Heinzmann feat. Gentleman                                        | Stefanie Heinzmann - Roots To Grow                                                                       |
| 2009 | Work It Hard Stress feat. Stefanie Heinzmann                                            | Stress - Des Rois des Pions et des Fous - Evolution                                                      |
| 2010 | Its Love Heavytones feat. Stefanie Heinzmann                                            | Heavytones - Freaks of Nature                                                                            |

## Videografía
| Año  | Vídeo                            | Álbum de la Canción         | Director         |
| ---- | -------------------------------- | --------------------------- | ---------------- |
| 2008 | My Man Is A Mean Man             | Masterplan                  | Frank Husmann    |
| 2008 | Like A Bullet                    | Masterplan                  | Sharon Berkal    |
| 2008 | Revolution                       | Masterplan                  | Sandra Marschner |
| 2008 | The Unforgiven                   | Masterplan (Deluxe Edition) | Sandra Marschner |
| 2009 | No One (Can Ever Change My Mind) | Roots to Grow               | Sandra Marschner |
| 2009 | Unbreakable                      | Roots to Grow               | Sandra Marschner |
| 2009 | Stop                             | Roots to Grow               | Sandra Marschner |
| 2010 | Roots to Grow feat. Gentleman    | Roots to Grow               | Sandra Marschner |

## Premios

### Premios ganados
- 2008: Prix Walo 2007 - Categoría Mejor Artista Nuevo.
- 2008: Goldener Musikagent - Categoría Sympathieträger[45]
- 2008: Radio Galaxy Award 2008[46]
- 2008: 1Live Krone 2008 - Categoría: Mejor Artista Nuevo[47]
- 2009: Swiss Music Award 2009 - Categorías: Mejor Arista Nuevo Nacional y Mejor Canción Nacional[48]
- 2009: Echoverleihung 2009 - Categoría: Mejor Artista Nacional Rock/Pop femenina[49]
- 2009: Radio Regenbogen Award 2009 - Categoría: Radio Regenbogen Hörerpreis 2008[50]
- 2009: Comet 2009 - Categoría Mejor Acto en Vivo[51]
- 2009: Audi Generation Award - Categoría: „Música“[52]
- 2010: Kids Choice Award Switzerland – "Favourite Music Star"
- 2015: MTV European Music Award – "Best Swiss Act"
- 2016: Swiss Music Award – "Best Female Solo Act National"

### Otras nominaciones
- 2008: Comet 2008 - Categoría: Mejor Artista Nuevo[53]
- 2008: Nick Kids’ Choice Awards 2008 - Categoría: Cantante Favorito[54]
- 2008: Jetix Award 2008 - Categoría: Mejor Artista Nuevo del año[55]
- 2009: Live Entertainment Awards 2009 - Categoría: event. Publikumspreis[56]
- 2009: Echoverleihung 2009 - Categoría: Mejor Artista Nuevo Nacional[57]
- 2009: Comet 2009 - Categoría: Mejor Artista femenino
- 2009: Goldene Henne 2009 - Categoría: Música[58]
- 2009: 1Live Krone 2009 - Categoría: Mejor artista
- 2010: SwissAward 2009 - Categoría: Show[59]
- 2010: Swiss Music Award 2010 - Categoría: Mejor Álbum Pop/Rock Nacional[60]